# Лоевка
Лоевка — река в России, протекает в Верхнекамском и Белохолуницком районах Кировской области. Устье реки находится в 1039 км по правому берегу реки Вятки. Длина реки составляет 12 км.
Исток реки в болотах в 23 км к северо-западу от города Кирс. Река течёт на юг, всё течение проходит по заболоченному лесу. В среднем течении преодолевает обширное болото Рудновское. Впадает в боковую старицу Вятки (в ту же старицу впадает река Лебяжья) у нежилой деревни Лоевка в трёх километрах к северо-западу от посёлка Барановка.

## Данные водного реестра
По данным государственного водного реестра России относится к Камскому бассейновому округу, водохозяйственный участок реки — Вятка от истока до города Киров, без реки Чепца, речной подбассейн реки — Вятка. Речной бассейн реки — Кама.
По данным геоинформационной системы водохозяйственного районирования территории РФ, подготовленной Федеральным агентством водных ресурсов:
- Код водного объекта в государственном водном реестре — 10010300212111100030283
- Код по гидрологической изученности (ГИ) — 111103028
- Код бассейна — 10.01.03.002
- Номер тома по ГИ — 11
- Выпуск по ГИ — 1